# Adinandra griffithii
Adinandra griffithii är en tvåhjärtbladig växtart som beskrevs av William Turner Thiselton Dyer. Adinandra griffithii ingår i släktet Adinandra och familjen Pentaphylacaceae. Inga underarter finns listade i Catalogue of Life.